# Clapp-oscillator

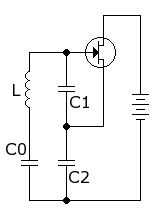
Clapp oscillator-schakelling met drie condensatoren C0, C1 en C2, een spoel L en een transistor.

De Clapp-oscillator is een elektronische  oscillator, die is afgeleid van de Colpitts-oscillator, waarbij de afgestemde kring wordt gevormd door een serieschakeling van een spoel en condensator parallel aan twee andere condensatoren. De schakeling is genoemd naar James Kilton Clapp, die in 1948 voor het eerst een publicatie over dit type oscillator schreef.

## Werking
De inwendige junctie-capaciteiten van de transistor staan parallel aan condensatoren C1 en C2, waardoor hun effect verminderd wordt. Condensator C0 wordt echter niet beïnvloed door C1 of C2 waardoor de oscillatiefrequentie nauwkeuriger en stabieler is dan bij de Colpitts-oscillator.
De totale capaciteit van de terugkoppeling kan als volgt berekend worden:
{\displaystyle C_{T}={1 \over {1 \over C_{0}}+{1 \over C_{1}}+{1 \over C_{2}}}}
Dan zal de oscillatiefrequentie gelijk zijn aan:
{\displaystyle f_{0}={1 \over 2\pi {\sqrt {L\cdot C_{T}}}}}
Indien condensator C0 veel kleiner is dan C1 en C2, zal de oscillatiefrequentie enkel bepaald worden door de capaciteit van C0. De oscillatiefrequentie wordt gelijk aan:
{\displaystyle f_{0}={1 \over 2\pi {\sqrt {L\cdot C_{0}}}}}

## Voordelen
De Clapp-oscillator heeft als voordelen ten opzichte van de Colpitts-oscillator dat de oscillatie minder beïnvloed wordt door een variatie van de belasting. Daardoor is de oscillatie stabieler en nauwkeuriger.
Ook zullen de inwendige capaciteiten van de transistor veel minder tot geen effect hebben op de oscillatie.

## Toepassingen
De Clapp-oscillator wordt gebruikt door radioamateurs als VFO.